# Szumiąca (szczyt)
Szumiąca (842 m) – szczyt w Gorcach na granicy Rabki-Zdroju w powiecie nowotarskim i Jasionowa (przysiółka Olszówki) w powiecie limanowskim. Wraz ze szczytem Wichry (835 m) tworzy kulminację długiego bocznego ramienia odchodzącego od głównego grzbietu Gorców i kończącego się wzniesieniem Bania (612 m). Wierzchołek oraz strome północne i południowe stoki Szumiącej są w większości porośnięte lasem, natomiast stoki wschodnie i, w mniejszym stopniu, zachodnie zajmują łąki i pola uprawne. Na zboczach góry mają swoje źródła liczne potoki, będące dopływami Słonki i Kunochy.
Na wierzchołek Szumiącej nie prowadzi żaden znakowany szlak turystyczny. Północno-wschodnie stoki na wys. 720–730 m n.p.m. trawersuje czerwony szlak rowerowy z Rabki do Poręby Wielkiej.

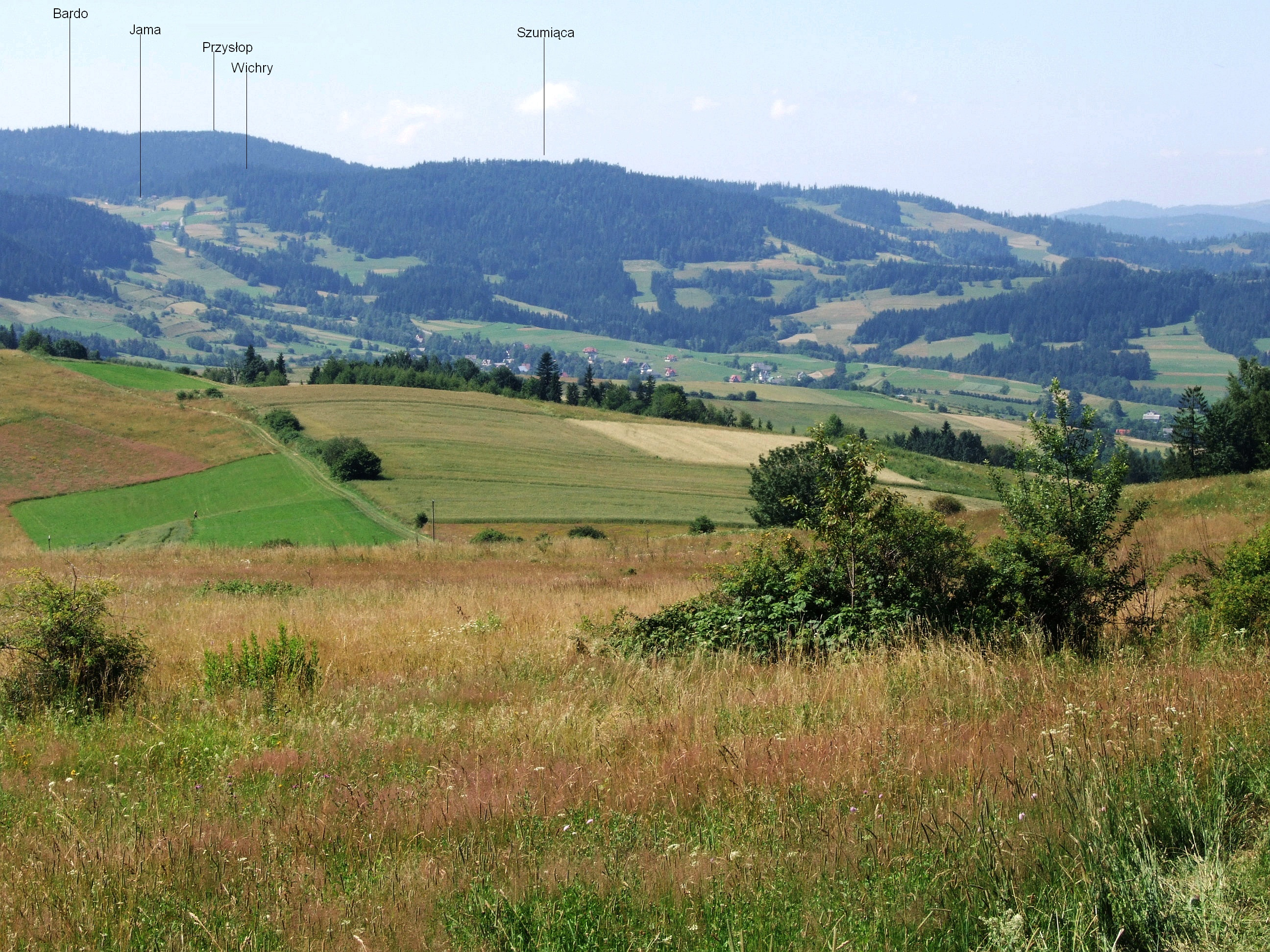
Widok z Potaczkowej